# Benares (divisie)

Ligging in Uttar Pradesh

Benares of Varanasi is een divisie binnen de Indiase deelstaat Uttar Pradesh. De divisie Benares bestaat uit de volgende vier districten:
- Benares (Varanasi)
- Chandauli
- Ghazipur
- Jaunpur